# Rândunică cu aripi albe
Rândunica cu aripi albe (Tachycineta albiventer) este o specie de pasăre din familia Hirundinidae. Trăiește în America de Sud tropicală din Columbia, Venezuela, Trinidad și Argentina. Nu se găsește la vest de Anzi. Această rândunica este în mare parte non-migratoare.

## Taxonomie
Rândunica cu aripi albe a fost descrisă de polimatul francez Georges-Louis Leclerc, Conte de Buffon în 1780, în lucrarea sa Histoire Naturelle des Oiseaux, pe baza unui exemplar din Cayenne, Guyana Franceză. Pasărea a fost, de asemenea, ilustrată într-o placă colorată manual, gravată de François-Nicolas Martinet în Planches Enluminées D'Histoire Naturelle, care a fost produsă sub supravegherea lui Edme-Louis Daubenton pentru a însoți textul lui Buffon.
Nici legenda plăcii, nici descrierea lui Buffon nu includeau un nume științific, dar în 1783 naturalistul olandez Pieter Boddaert a inventat numele binomial Hirundo albiventer în catalogul său Planches Enluminées. Rândunica cu aripi albe este acum una dintre cele nouă specii plasate în genul Tachycineta care a fost introdus în 1850 de ornitologul german Jean Cabanis.
Specia este monotipică și nici o subspecie nu este recunoscută în prezent. Numele genului provine din greaca veche takhukinētos care înseamnă „mișcare rapidă”. Epitetul specific albiventer combină latinescul albus care înseamnă „alb” și venter care înseamnă „burtă”.

## Descriere

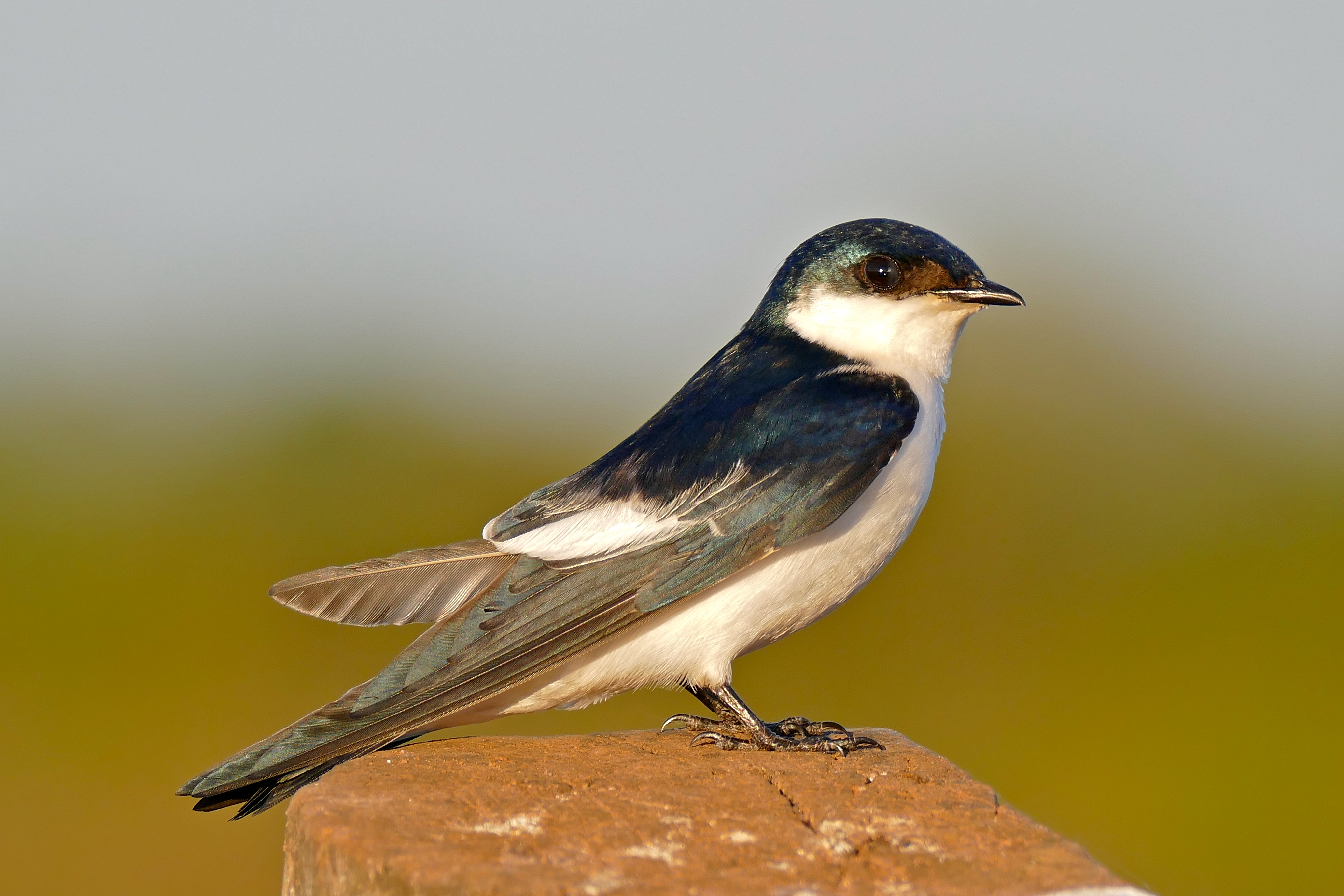
Rândunica cu aripi albe

Rândunica cu aripi albe adultă are 14 cm lungime și cântărește 14-17 g. Are părțile superioare irizate de culoare albastru-verde, părțile inferioare și târtița albe și margini albe la penele secundare de zbor. De altfel, aripile sunt negre, împreună cu coada. Are ochi căprui închis iar ciocul și picioarele sunt negre. Sexele sunt asemănătoare, deși se observă că femela are mai puțin alb pe aripă. Puii au părțile inferioare mai gri și au, în general, culori mai șterse în comparație cu adulții. Juvenilul are, de asemenea, mai puțin alb pe aripă.
Rândunelele cu aripi albe pot fi diferențiate de rândunica de mangrove similară prin lipsa unei linii albe deasupra lorului și o cantitate mai mare de alb pe aripi.
Sunetul este un ciripit aspru sau un zweeed repetat, în creștere, asemănător unui bâzâit. Strigătul de alarmă este scurt și dur.